# サバイバー-生残者-
『サバイバー-生残者-』は、石渡洋司による日本の漫画作品。『ヤングチャンピオン』（秋田書店）に1999年24号から2000年16号まで全17回連載された。現在、単行本化はされていない。魅力的な登場人物と凝った台詞回し、常軌を逸した舞台設定を特徴とする。

## あらすじ
抗争と犯罪の渦巻く謎の高校、私立鳳仙高校。この高校を潰すために送り込まれたのは、死を恐れぬ伝説の抗争請負人、久島タケオ少年だった。

## 登場人物
久島武雄（くしま たけお）
本編主人公。チーマー同士の抗争にて勝負の代理を請負う、一匹狼の少年。16歳。自らの命を賭すような危険な行為を進んで行い、しかもその都度生き残る。通称「死にたがり」、「死のゲーマー」、そして「生残者（サバイバー）」。10年前の、日本アルプス航空機墜落事故での唯一の生存者でもある。
室長
タケオをスカウトした謎の老人。抜刀術の持ち主。私立鳳仙高校を潰す目的で、タケオを高校に送り込む。
乱堂
私立鳳仙高校にて日常的に行われている一対一の抗争戦のプロモーターであり、鳳仙高校の教師。手に腹話術の人形を抱えている。
高野源二
決闘の際に必ず目隠しをして闘う、無敗の男。通称"闇目"。過去の罪への罪悪感から、死に場所を求めて鳳仙に来た。タケオの鳳仙転入当日にタケオの前で八坂とバトルをする。チーム司法委員会と敵対する中で、やがてタケオに惹かれていくことになる。
八坂大吾
校内チーム「青竜隊」リーダー。源二にチームを全滅させられている。リーダー本人が源二に挑んだが一撃で倒され、追い討ちでタケオに心を折られた。
野火
鳳仙高校三大チームの一つ「チーム司法委員会」の最高幹部。眼鏡。転校初日にタケオを出迎えている。部下を道具として扱い、組織を恐怖で縛り付ける。
合田順一郎
司法委員会のNo.4。中庭に入り込んだタケオと源二を出迎える。配下を使って源二の手足を封じるも、タケオと源二の共闘の前に敗れる。

## 組織、チーム
私立鳳仙高校
数年前に全国より選りすぐりの不良を集めて作られた新設校。表向きは郊外の不良更生施設であるが、その内部ではチーム同士の過激な抗争が日常化しており、殺人すら認容されている。警察、検察、文部省、マスコミも手を出さない禁断の存在。入学の際には遺書へのサインが求められる。
三巨頭
鳳仙高校を支配する三大勢力。
チーム・司法委員会
法と規律をもって組織を形成する、鳳仙高校三巨頭の一つ。鳳仙高校の中庭に巨大なギロチン台を設置しており、チームの結成式では、そこで全く無関係の人間が処刑された。敗北を大罪と定めており、外部との抗争に負けた構成員は仲間の手によって処刑されてしまう。
武闘派クラブ"ムラサメ"
鳳仙高校三巨頭の一つ。殺人術としての武道に魅入られた集団。
四倶摩教団（シグマきょうだん）
鳳仙高校三巨頭の一つ。宗教により結束するチーム。
チーム・クライムベイビィス
校内チームの一つ。メンバーは全員モヒカン。転校初日にタケオをスカウトするが一蹴される。「武闘派クラブ"ムラサメ"」の下部チーム。